# Pluton Głuchoniemych AK
Le Pluton Głuchoniemych AK  (« Peloton de sourds de l'Armia Krajowa ») est un peloton d'infanterie composés de sourds, intégré à l'Armia Krajowa et la résistance polonaise, durant la Seconde Guerre mondiale.

## Histoire

### Début du peloton
En 1941, l'Institut des sourds et aveugles, Instytut Głuchoniemych w Warszawie, se trouvait près de la place des Trois Croix, au Śródmieście (« centre-ville »), l'arrondissement au centre de la ville de Varsovie, sous l'occupation de l'Allemagne nazie. Le professeur d'éducation physique Wieslaw Jablonski (Łuszczyc) l'a créé en cachant un peloton de vingt élèves sourds. Le groupe de Wieslaw rejoint la Związek Walki Zbrojnej (ZWZ) devenu plus tard l'Armia Krajowa. Les sourds polonais avaient prêté en serment en langue des signes polonaise.
Leur avantage était leur carte d'identité attestant l'infirmité et un bandeau avec l'inscription Taubstumme (sourd). Les Allemands ne contrôlaient pas les sourds car ils pensaient que ces derniers n'oseraient jamais s'attaquer à eux. Dès le début, ce peloton avait mené une activité de guérilla. Ils avaient distribué la presse clandestine. Quelques sourds s'entraînaient avec Edmund Malinowski à tirer avec des armes à feu.

### Insurrection de Varsovie
En 1944, les autorités civiles polonaises clandestines voulaient prendre le pouvoir dans la ville de Varsovie et en Pologne avant l'arrivée des Soviétiques à Varsovie. L'Armia Krajowa avait décidé de faire des soulèvements dans la ville de Varsovie.

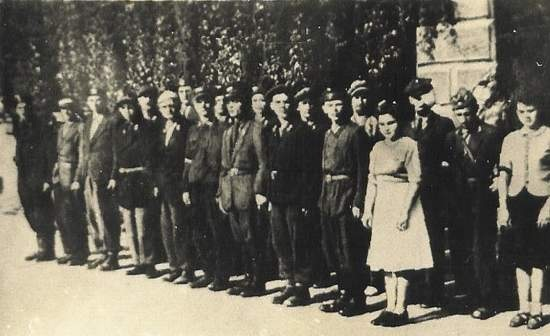
Pluton Głuchoniemych AK en août 1944

Le 1er août 1944 à 17h, début de l'Insurrection de Varsovie, tous les soldats du peloton sont présents à l'Institut et le commandant était à l’époque Wieslaw Jablonski avec pour adjoint Kazimierz Włostowski, au grade de caporal sourd. Plus tard, Edmund Malinowski a pris la charge de ce peloton de sourds qui compte environ 30 sourds armés. Comme dans d'autres branches de l'Armia Krajowa, les armes manquaient, le Pluton Głuchoniemych AK avait seulement quelques grenades.
Les sourds polonais occupaient initialement des rôles d'auxiliaires : construction de barricades, retrait des débris, cuisine, création de passages souterrains et garde. Ils ont finalement rejoint le front. Ils ont participé à la capture du Gymnase de la Reine Jadwiga.

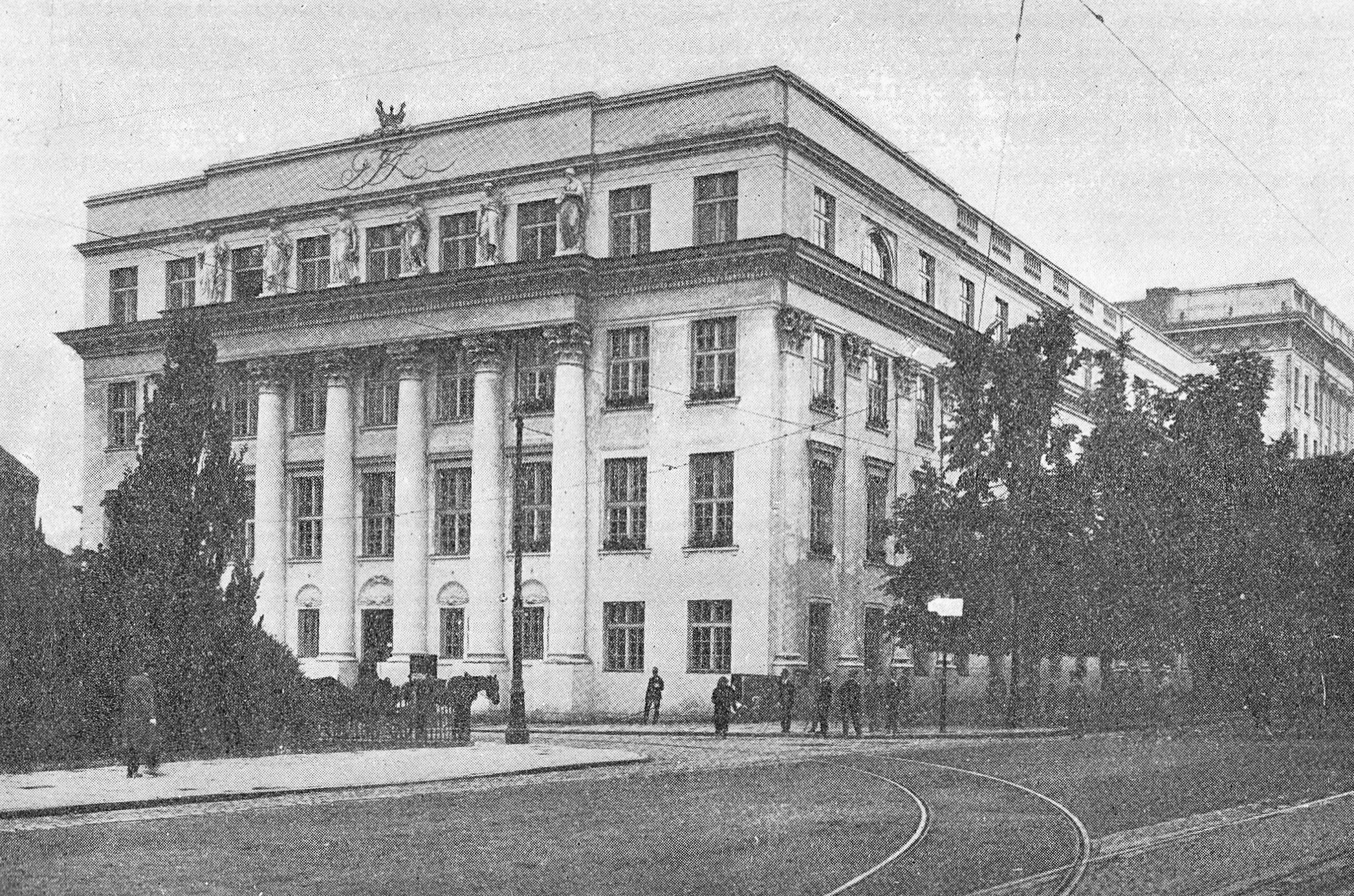
Gymnase de la Reine Jadwiga (Hedwige Ire de Pologne)

Le 8 août, deux sourds, Stanisław Gajda "Gaj" et Henry Nasiłowski "Red", ont remarqué plusieurs bras allemands pendant par la fenêtre. Ils sont passés par derrière, les ont tués à main nue et ont emporté plusieurs mitraillettes. Ils ont participé à des actions dans le centre-ville, la vieille ville et le quartier de Czerniaków.
Le 2 septembre 1944, les Stukas allemands (Bombardier en piqué) attaquent et détruisent les bâtiments, dont le Gymnase de la Reine Jadwiga. L'infirmière Celina Kiluk est tuée [Comment ?]. Les résistants polonais entendants témoignent que les sourds n'ont peur de rien et s'engagent dans les missions les plus dangereuses. Selon les collègues entendants, ils possèdent un sixième sens car les sourds prennent la direction opposé de celle des entendants polonais lors l'attaque des Stukas et on ne note aucun morts chez les sourds.
Après la reddition, le 2 octobre 1944, neuf résistants sourds et le commandant sont capturés et envoyés au camp de Sandbostel en Allemagne, tandis que les autres ont fui la ville avec la population civile.

### Bilan
Selon Edward Gora, il n'y a aucun sourd parmi les tués mais l'infirmière Celina Kiluk est tuée, on ne sait pas si elle était une entendante ou une sourde. Neuf sourds ont été capturés par l'armée allemande.

## Galerie de photos

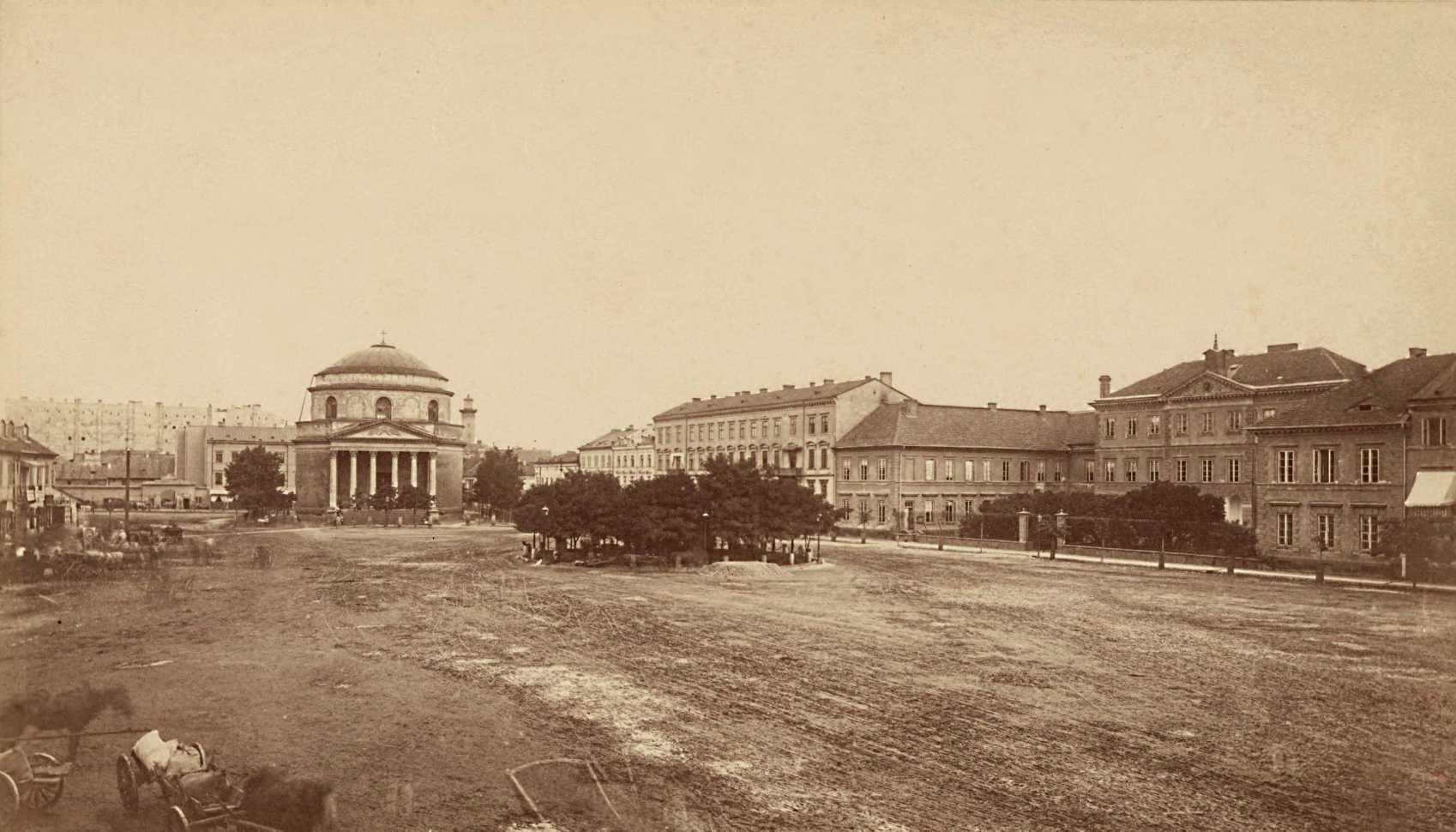
Photo en 1880, on voit l'institut pour sourds à droite et on voit avec la photo suivante sur le gymnase.
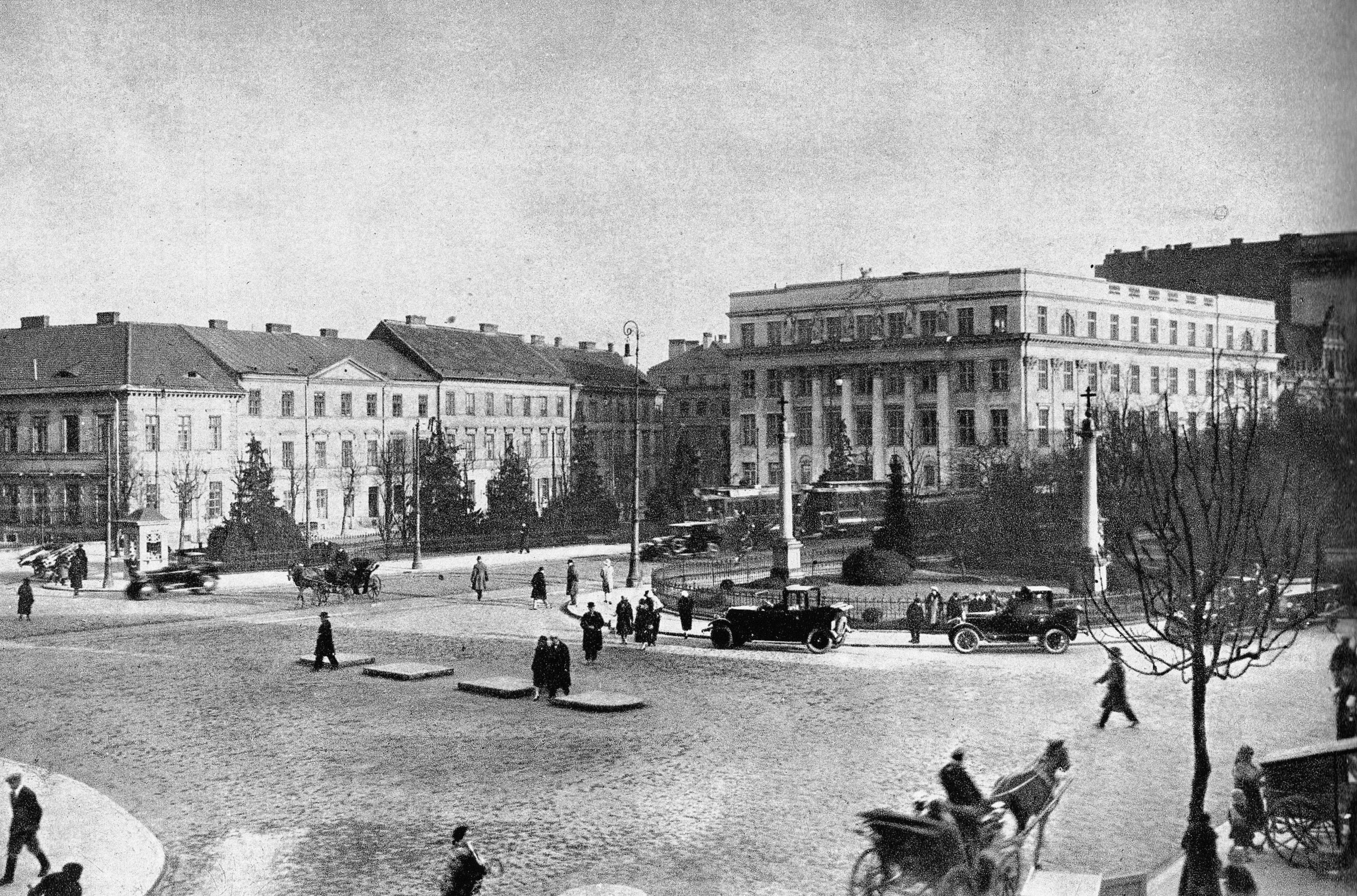
À gauche du Gymnase de la Reine Jadwiga, on voit une petite partie de l'institut pour les sourds et les aveugles
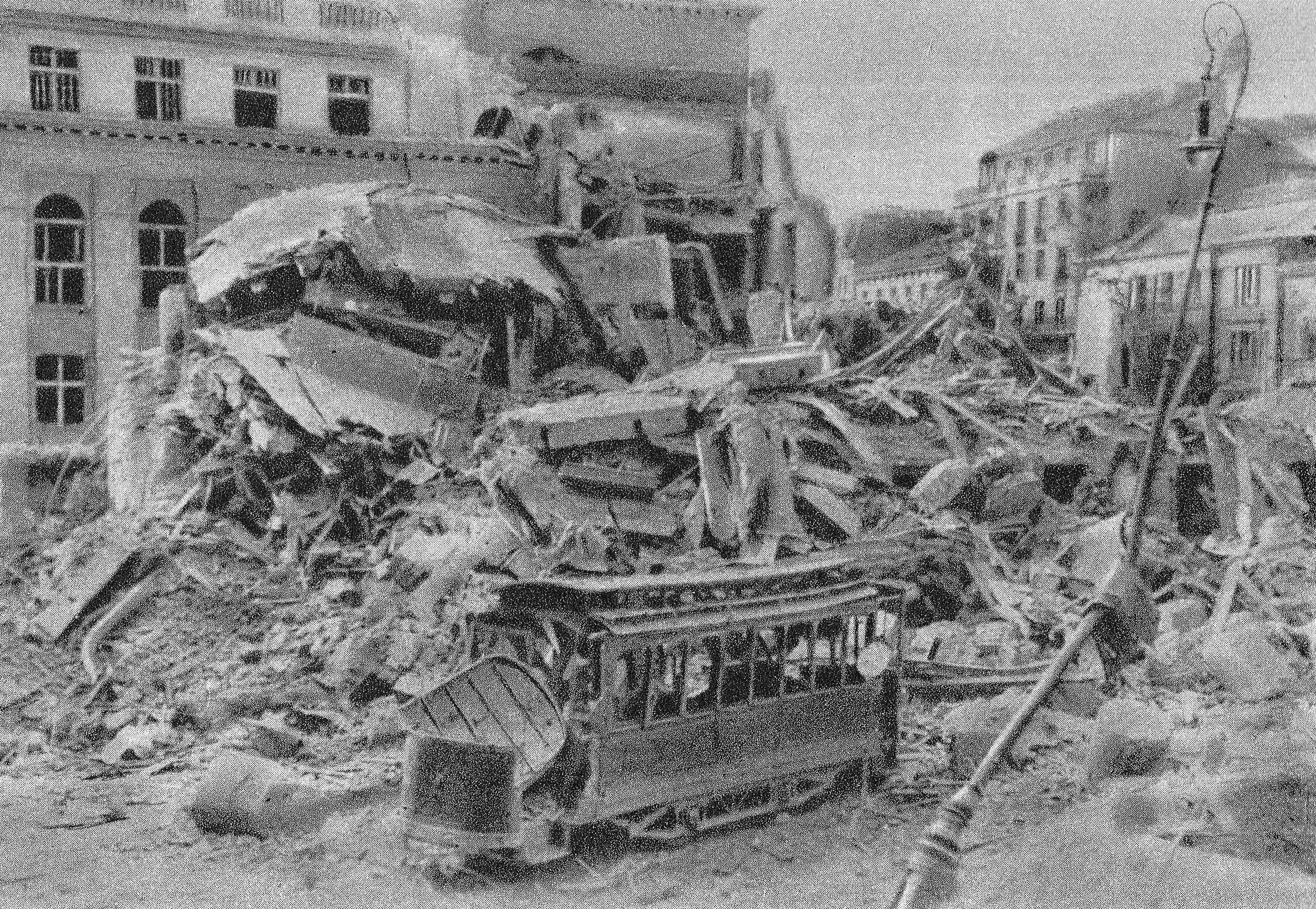
Gymnase de la Reine Jadwiga détruit
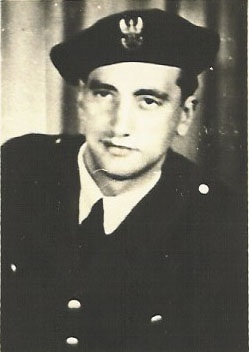
Jerzy Obrycki, soldat sourd

## Distinctions et récompenses
Le 11 novembre 2007, le 63e anniversaire de l'insurrection de Varsovie, le président polonais Lech Kaczyński a décerné les médailles de l'Ordre Polonia Restituta aux héros vivants de ce peloton,:
- Croix d'Officier : Janusz Jerzy Bedyński (pl)
- Croix de Chevalier : Jadwiga Smoczkiewicz (nom de jeune fille : Stec), Edward Gora, Jan Goruch, Karol Stefaniak.